# Elisabeth Juliane von Schleswig-Holstein-Sonderburg-Norburg

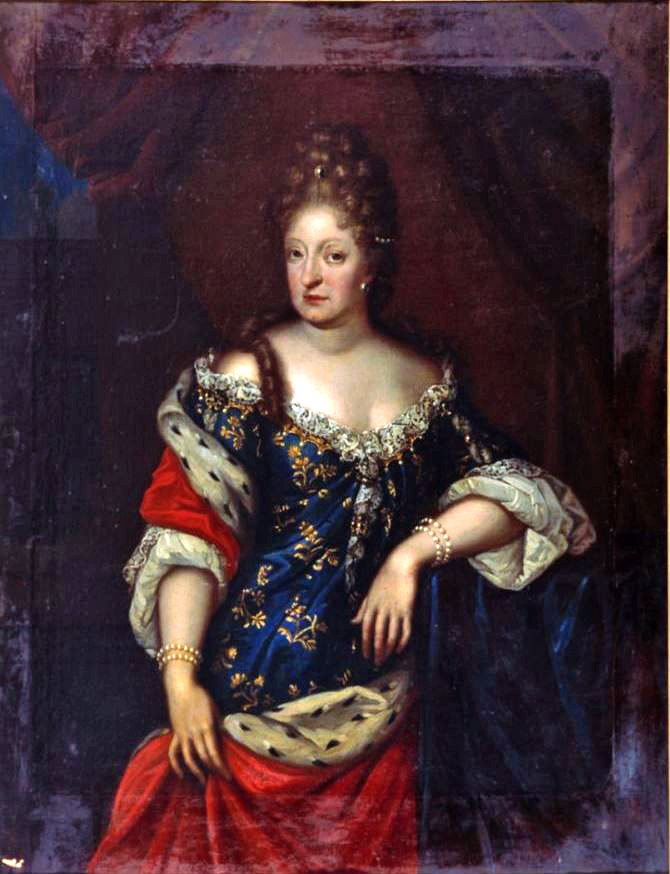
Bildnis von Elisabeth Juliane von Schleswig-Holstein-Sonderburg-Norburg

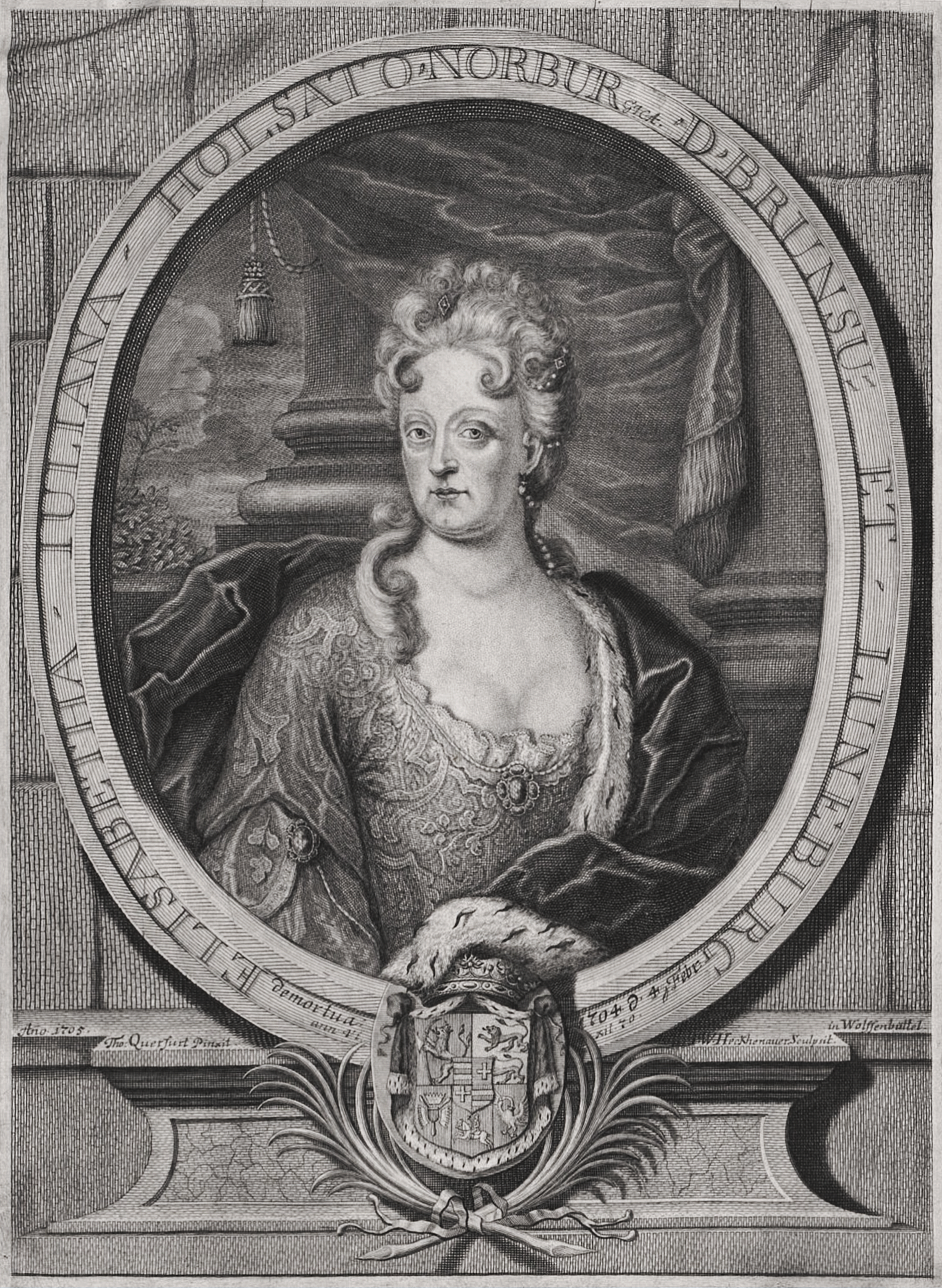
Kupferstich von Elisabeth Juliane von Schleswig-Holstein-Sonderburg-Norburg

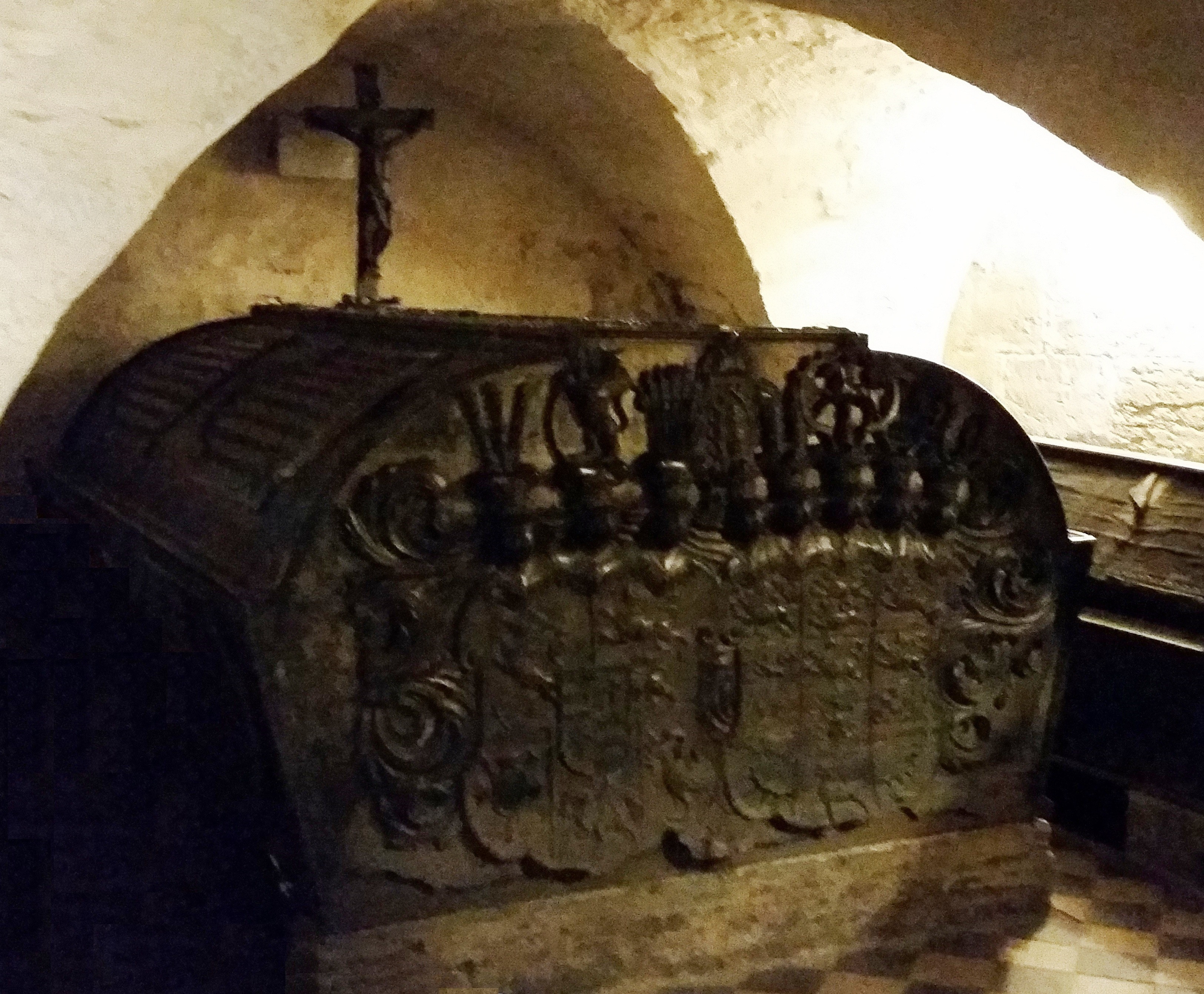
Doppelsarkophag von Elisabeth Juliane von Schleswig-Holstein-Sonderburg-Norburg und Anton Ulrich von Braunschweig-Wolfenbüttel in der Marienkirche Wolfenbüttel

Elisabeth Juliane von Schleswig-Holstein-Sonderburg-Norburg (* 24. Mai 1634 in Nordborg; † 4. Februar 1704 in Salzdahlum) war eine Tochter von Herzog Friedrich von Schleswig-Holstein-Sonderburg-Norburg und die Ehefrau von Herzog Anton Ulrich von Braunschweig-Wolfenbüttel.

## Leben
Elisabeth Juliane wurde als ältestes Kind von Herzog Friedrich von Schleswig-Holstein-Sonderburg-Norburg und dessen zweiter Ehefrau Eleonore von Anhalt-Zerbst im Schloss Nordborg auf der Insel Alsen geboren. Aus der Ehe gingen noch drei weitere Töchter und zwei Söhne hervor. Die Regentschaft des Herzogtums Schleswig-Holstein-Sonderburg-Norburg, einer aus nur wenigen Dörfern bestehenden abgeteilten Herrschaft ohne außenpolitischen Rechte, übernahm nach dem Tod des Vaters der einzige Sohn aus dessen erster Ehe Johann Bogislaw.
Elisabeth Juliane heiratete am 17. August 1656 in Wolfenbüttel den Herzog Anton Ulrich von Braunschweig-Wolfenbüttel. Aus der arrangierten Ehe wurde eine Liebesverbindung. Anton Ulrich hatte gerade seine Kavalierstour durch Europa beendet, gestand aber noch vor der Heirat seinem Vater August II. seine Affektion für Elisabeth Juliane. Der gebildete und kunstsinnige Anton Ulrich, der  an der Universität Helmstedt studiert und promoviert hatte, schrieb anlässlich der Hochzeit und für seine Braut sein erstes Bühnenstück, das Frühlings-Ballet. Die für die Hochzeit ausgehandelten Hochzeitsgelder und die Mitgift konnten auf Grund der Verwicklungen Dänemarks während des Nordischen Krieges und der mehrmaligen Besetzung des Schlosses Nordborg durch schwedische Truppen zunächst nicht gezahlt werden. Elisabeth Juliane schloss daraufhin mit ihren Geschwistern am 19. Januar 1659 einen Erbvertrag, in dem sie das Amt Nordborg mit den ererbten und erworbenen Besitzungen dem ältesten Bruder und regierenden Herzog Johann Bogislaw überschrieben. Im Gegenzug verpflichtete er sich dazu, alle ausstehenden Gelder für Elisabeth Juliane und ihre Geschwister auszuzahlen.
Aus der Ehe von Elisabeth Juliane und Anton Ulrich gingen 13 Kinder hervor, sieben Söhne und sechs Töchter, von den aber noch sechs Kinder vor ihrem ersten Geburtstag verstarben. Das älteste Kind, der Erbprinz August Friedrich, starb 1676 an einer Verwundung während der Belagerung von Philippsburg mit 18 Jahren. Sein jüngerer Bruder August Wilhelm übernahm nach dem Tod des Vaters die Regentschaft des Fürstentums Braunschweig-Wolfenbüttel. Da aus seinen drei Ehen keine männlichen Nachkommen hervorgingen, erbte nach dem Tod von August Wilhelm der jüngste noch lebende Bruder Ludwig Rudolf das Fürstentum. Er heiratete 1690 Christine Luise von Oettingen-Oettingen und war der Vater der späteren Kaiserin Elisabeth Christine von Braunschweig-Wolfenbüttel und Großvater von Maria Theresia. Von seinen Schwestern heiratete Elisabeth Eleonore 1675 den Herzog  Johann Georg von Mecklenburg-Schwerin und Auguste Dorothea ehelichte 1684 den Grafen Anton Günther II. von Schwarzburg-Sondershausen. Ihre jüngere Schwester Henriette Christine wurde Äbtissin des Kaiserlich freien und weltlichen Reichsstifts Gandersheim.
Nach dem Tod ihres Bruders Rudolf Friedrich 1688 wuchs ihr Neffe Ernst Leopold von Schleswig-Holstein-Sonderburg-Norburg mit seiner Schwester Elisabeth Sophie Marie am Hof ihrer Vormunde, Elisabeth Julianes Ehemann Anton Ulrich und dessen Bruder Rudolf August, in Wolfenbüttel auf.
Elisabeth Juliane stiftete 1701 in Salzdahlum das Damenstift „zur Ehre Gottes“ für zwölf protestantische Jungfrauen, deren Domina eine Adelige sein musste. Sie starb am 4. Februar 1704 um 14 Uhr, im Alter von 69 Jahren, im Schloss Salzdahlum, das Anton Ulrich von 1694 bis 1695 neu hatte errichten lassen. Nur wenige Wochen vor ihrem Tod, nach dem Ableben seines älteren Bruders Rudolf August, war Anton Ulrich Alleinherrscher des Fürstentums Braunschweig-Wolfenbüttel geworden. Ihr Tod fand im ganzen Land eine große Anteilnahme und wurde tief betrauert. Auf Elisabeth Juliane, die selbst schriftstellerisch tätig war, wurden zahlreiche Leichenpredigten, Huldigungen und Nachrufe verfasst und gedruckt.
Sie wurde in der Gruft der Wolfenbütteler Marienkirche bestattet. Der einzigartige Doppelsarkophag aus Zinn wurde bereits zu Lebzeiten des Herrscherpaares angefertigt. Elisabeth Juliane wurde dabei in einem eigenen Holzsarg bestattet, sie trug ein üppig gefälteltes Kleid aus goldgelbem Seidensatin mit breitem Kragen und passender Haube, unter der die blonden Haare einer Perücke erhalten sind. Zehn Jahre später wurde ihr Ehemann Anton Ulrich in einem Sarg neben ihr bestattet. Beide verband eine fast 50-jährige Liebesbeziehung.